# Les Arpenteurs du monde (film)
Pour plus de détails, voir Fiche technique et Distribution.
Les Arpenteurs du monde (Die Vermessung der Welt) est un film germano-autrichien réalisé par Detlev Buck sorti en 2012.
Il s'agit d'une adaptation du roman de Daniel Kehlmann.

## Synopsis
Alexander von Humboldt et Carl Friedrich Gauss veulent découvrir le monde au début du XIXe siècle. Leurs méthodes sont bien différentes : Le naturaliste Humboldt voyage à l'étranger afin de mesurer le monde tandis que le mathématicien Gauss reste à la maison pour calculer.
Ils sont aussi différents à cause de leurs enfances : Humboldt vient d'une famille noble et reçoit des cours particuliers, Gauss grandit dans la pauvreté. Mais le génie mathématique du petit garçon ne passe pas inaperçu et le duc de Brunswick lui donne une bourse d'études. Alexander en aura une aussi. Les deux enfants découvriront le monde, mais sous des augures très différents.
Le naturaliste Humboldt quitte l'étroitesse étouffante de sa maison et va dans des contrées lointaines, afin de mesurer le monde. Il a toujours avec lui le botaniste Aimé Bonpland dont le « laisser-faire » français agace le rigoureux Prussien. Ensemble, ils découvrent des cultures étrangères, des animaux exotiques, des environnements magnifiques et hostiles. Le mathématicien Gauss établit des étendues sans limites dans sa tête et repère les visages de la Terre avec les moyens de l'abstraction mathématique. À ses côtés, il y a son épouse Johanna, qui, par ses questions simples, l'amène aux réponses de problèmes complexes. Malheureusement, Johanna meurt dans la force de l'âge.
En 1828, les deux scientifiques se rencontrent dans un congrès naturaliste à Berlin. Les deux sont des sommités dans leurs domaines. La collection d'animaux exotiques de Humboldt peut être admiré, on suit ses conférences avec enthousiasme. Il développe de nouveaux projets et gère sa renommée. Gauss se retire au moment où son chef-d'œuvre Disquisitiones arithmeticae intéresse tous les mathématiciens. Il est admiré mais incompris. Son fils Eugen l'accompagne alors que son père déteste se déplacer. La rencontre oblige les deux penseurs à briser leurs a priori - Contrairement aux attentes, le voyage est un nouveau départ.

## Fiche technique
- Titre original : Die Vermessung der Welt
- Titre français : Les Arpenteurs du monde[1]
- Réalisation : Detlev Buck assisté de Christine Rogoll
- Scénario : Detlev Buck, Daniel Kehlmann, Daniel Nocke (de)
- Musique : Enis Rotthoff (de)
- Direction artistique : Florian Reichmann (de)
- Costumes : Thomas Oláh
- Photographie : Sławomir Idziak
- Son : Christian Conrad (de), Dominik Schleier
- Montage : Dirk Grau
- Production : Claus Boje, Detlev Buck
- Société de production : Boje Buck Produktion, Lotus Film
- Société de distribution : Warner Bros.
- Pays d'origine :  Allemagne,  Autriche
- Langue : allemand
- Format : couleur - 1,85:1 - Mono - 35 mm
- Genre : Drame
- Durée : 119 minutes
- Dates de sortie :
  -  Allemagne : 25 octobre 2012.
  -  Russie : 11 avril 2013.

## Distribution
- Florian David Fitz : Carl Friedrich Gauss
- Albrecht Schuch : Alexander von Humboldt
- Jérémy Kapone : Aimé Bonpland
- Vicky Krieps : Johanna Gauss
- Katharina Thalbach : Dorothea Gauss (mère)
- Guntbert Warns (de) : Gerhard Dietrich Gauss (père)
- David Kross : Eugen Gauss (fils)
- Sunnyi Melles : Marie-Elisabeth von Humboldt (mère)
- Karl Markovics : le professeur Büttner
- Michael Maertens (de) : Charles-Guillaume-Ferdinand de Brunswick-Wolfenbüttel
- Max Giermann (de) : le militaire
- Michael Schenk : le roi de Prusse
- Georg Friedrich : le marchand d'esclaves
- Lennart Hänsel : Carl Friedrich Gauss (enfant)
- Aaron Denkel : Alexander von Humboldt (enfant)
- Mercedes Jadea Diaz : Johanna Gauss (enfant)
- Anna Unterberger : Minna
- Peter Matić : Emmanuel Kant
- Alex Brendemühl : le père Zea
- Thomas Loibl (de) : le barbier

## Récompenses et nominations
- 2013 : Prix du film autrichien pour Thomas Oláh (costumes), Monika Fischer-Vorauer et Michaela Oppl (maquillage)
- 2013 : Romy : Nominations pour Sunnyi Melles et Florian David Fitz
- 2013 : New Faces Award : Nomination pour Albrecht Schuch
- 2013 : Deutscher Filmpreis : Nominations pour Thomas Oláh (costumes), Udo Kramer (scène) et le prix du public.